# Hadjina radiata
Hadjina radiata là một loài bướm đêm trong họ Noctuidae.